# Alberto San Juan
Alberto San Juan Guijarro (Madrid, 1 de novembre de 1968) és un actor espanyol de cinema, teatre i televisió. El 2007 va guanyar el Goya al millor actor pel seu paper a la pel·lícula Bajo las estrellas.

## Biografia
Fill del dibuixant d'humor Máximo San Juan, passà molt de temps de la seva infància a Cañamares (província de Conca). Alberto San Juan va estudiar Ciències de la Informació i va seguir cursos a l'Escola de Cristina Rota.
Alberto San Juan ha combinat teatre, cinema i televisió. El 1996 va protagonitzar la sèrie de televisió ¡Más que amigos!, dirigida per Daniel Écija. Al cinema es va estrenar aquest mateix any amb Airbag, de Juanma Bajo Ulloa. Posteriorment ha participat en produccions d'èxit com Los lobos de Washington o Entre las piernas.
Alberto San Juan va ser nominat al Goya al millor actor secundari per El otro lado de la cama, una de les pel·lícules més taquilleres d'Espanya durant l'any 2002. El 2004 interpretà el pres Juan José Garfia a Horas de luz amb Emma Suárez. Va obtenir per la seva interpretació el premi al millor actor al Festival de Cinema Espanyol de Tolosa i en els Premis Sant Pancraç. El 2006 roda Bajo las estrellas a les ordres de Félix Viscarret i obté el premi Biznaga de Plata al millor actor al Festival de Màlaga de Cinema Espanyol. Per aquest paper, el 3 febrer 2008 guanyà el premi al millor actor dels XXII Premis Goya.
No obstant això, es considera més vinculat al teatre, on forma part de la companyia Animalario. Ha protagonitzat l'obra Alejandro y Ana, gràcies a la qual va rebre el 2003 el Premi Max al millor espectacle de teatre i a la millor empresa de producció. A més, és autor d'obres com Que te importa que te ame i El Fin de los sueños i obté per aquesta última el Premi Max de Teatre Alternatiu. L'última obra d'Alberto San Juan com a actor ha estat Marat/Sade, estrenada el 2007, i per la qual va ser nominat com a actor protagonista en la XI edició dels Premis Max. Com a autor, adaptà la versió de Carlo Goldoni Argelino, servidor de dos amos, dirigida per Andrés Lima i protagonitzada per Javier Gutiérrez, que és una coproducció d'Animalario i el Teatre de La Abadía. A mitjan 2009 va estrenar al Teatre romà de Mèrida l'obra Tito Andrónico al costat de Javier Gutiérrez i Nathalie Poza.
A l'octubre de 2009, va ser guardonat amb el premi al millor actor en la Setmana Internacional de Cinema de Valladolid, per la seva interpretació en la pel·lícula La isla interior.
De cara a les eleccions generals espanyoles de 2011 va manifestar el seu suport a la candidatura d'Izquierda Unida. San Juan ja s'havia mostrat en contra del govern del Partit Popular.
El 2012 va estar nominat al Premi Gaudí al millor actor secundari pel seu paper a Mentre dorms.

## Filmografia

### Pel·lícules
| Any  | Pel·lícula                  | Director                                |
| ---- | --------------------------- | --------------------------------------- |
| 2012 | La montaña rusa             | Emilio Martínez Lázaro                  |
| 2012 | Una pistola a cada mà       | Cesc Gay                                |
| 2011 | Mentre dorms                | Jaume Balagueró                         |
| 2010 | La isla interior            | Dunia Ayaso i Félix Sabroso             |
| 2009 | La vergüenza                | David Planell                           |
| 2007 | Gente de mala calidad       | Juan Cavestany                          |
| 2007 | Casual Day                  | Max Lemcke                              |
| 2007 | Bajo las estrellas          | Félix Viscarret                         |
| 2006 | Días de cine                | David Serrano de la Peña                |
| 2005 | Los 2 lados de la cama      | Emilio Martínez Lázaro                  |
| 2004 | Agujeros en el cielo        | Pedro Mari Santos                       |
| 2003 | Horas de luz                | Manolo Matji                            |
| 2003 | Haz conmigo lo que quieras  | Ramón de España                         |
| 2002 | Días de fútbol              | David Serrano de la Peña                |
| 2001 | Valentín                    | Juan Luis Iborra                        |
| 2001 | No dejaré que no me quieras | José Luis Acosta                        |
| 2001 | El otro lado de la cama     | Emilio Martínez Lázaro                  |
| 1999 | Km. 0                       | Yolanda García Serrano Juan Luis Iborra |
| 1999 | San Bernardo                | Juan Potau                              |
| 1999 | Sobreviviré                 | David Menkes Alfonso Albacete           |
| 1999 | La mujer más fea del mundo  | Miguel Bardem                           |
| 1998 | La sombra de Caín           | Paco Lucio                              |
| 1998 | Los lobos de Washington     | Mariano Barroso                         |
| 1998 | La ciutat dels prodigis     | Mario Camus                             |
| 1998 | Entre las piernas           | Manuel Gómez Pereira                    |
| 1998 | Insomnio                    | Chus Gutiérrez                          |
| 1996 | Airbag                      | Juanma Bajo Ulloa                       |

### Curtmetratges
| Any  | Curtmetratge                | Director               |
| ---- | --------------------------- | ---------------------- |
| 2011 | El barco pirata             | Fernando Trullols      |
| 1999 | Zapping                     | Juan Manuel Chumilla   |
| 1998 | No sé, no sé                | Aitor Gaizka           |
| 1998 | Perdón, perdón              | Manuel Ríos San Martín |
| 1997 | Abierto (El eco del tiempo) | Jaime Marques          |

### Teatre
| Any  | Obra                                                                                       | Autor                                        | Director                     |
| ---- | ------------------------------------------------------------------------------------------ | -------------------------------------------- | ---------------------------- |
| 2011 | El montaplatos                                                                             | Harold Pinter                                | Andrés Lima                  |
| 2011 | Traición                                                                                   | Harold Pinter                                | María Fernández Ache         |
| 2011 | Penumbra                                                                                   | Juan Mayorga Juan Cavestany                  | Andrés Lima                  |
| 2009 | Titus Andrònic                                                                             | William Shakespeare                          | Andrés Lima                  |
| 2009 | Baile, sólo parejas                                                                        |                                              | Andrés Lima                  |
| 2007 | Argelino, servidor de dos amos                                                             | Alberto San Juan (versión de Carlo Goldoni)  | Andrés Lima                  |
| 2007 | Marat/Sade                                                                                 | Peter Weiss                                  | Andrés Lima                  |
| 2005 | Hamelin                                                                                    | Juan Mayorga                                 | Andrés Lima                  |
| 2003 | Alejandro y Ana                                                                            | Juan Cavestany Juan Mayorga                  | Andrés Lima                  |
| 2002 | Pornografía barata                                                                         | Andrés Lima                                  | Andrés Lima                  |
| 2002 | Tren de mercancías huyendo hacia el oeste                                                  | Juan Cavestany Juan Mayorga Alberto San Juan | Andrés Lima Alberto San Juan |
| 2002 | El obedecedor                                                                              | Juan Cavestany                               | Amparo Valle                 |
| 2002 | Perdida en los apalaches                                                                   | José Sanchis Sinisterra                      | José Sanchis Sinisterra      |
| 1999 | El fin de los sueños                                                                       | Alberto San Juan                             | Andrés Lima                  |
| 1997 | Que te importa que te ame                                                                  | Juan Cavestany Andrés Lima Alberto San Juan  | Andrés Lima Alberto San Juan |
| 1995 | Animalario: Bonitas historias de entretenimiento sobre la humillación cotidiana de existir | Alberto San Juan Juan Cavestany              | Ración de Oreja Amparo Valle |

### Televisió
| Any  | Sèrie                     | Director                           |
| ---- | ------------------------- | ---------------------------------- |
| 2011 | Cheers                    | Manuel Gómez Pereira               |
| 2010 | Águila roja               | Daniel Écija                       |
| 2009 | Pelotas                   | José Corbacho                      |
| 2008 | La Señora                 | Jordi Frades                       |
| 2007 | Hermanos y detectives     |                                    |
| 2003 | Premios Goya              | Andrés Lima                        |
| 2001 | Periodistas               | Begoña Álvarez Rojas/Jesús Rodrigo |
| 2000 | 7 vidas                   | Arantxa Écija                      |
| 2000 | Compañeros                | César Vidal Gil                    |
| 2000 | El grupo                  | Juan Carlos Cueto/Ana Maroto       |
| 1997 | ¡Más que amigos!          | Daniel Écija                       |
| 1996 | Éste es mi barrio         | José Antonio Escrivá               |
| 1995 | La noche de los castillos | Jocelyn Hattab                     |

## Premis i nominacions

### Premis
- 2008. Goya al millor actor per Bajo las estrellas
- 2021. Goya al millor actor secundari per Sentimental

### Nominacions
- 2003. Goya al millor actor secundari per El otro lado de la cama
- 2012. Gaudí al millor actor secundari per Mentre dorms